# Флоран-и-Пасторис, Хуан Антонио де Падуа
Хуан Антонио де Падуа Флоран-и-Пасторис, маркиз де Табуэрнига (исп. Juan Antonio de Padua Florán y Pastorís, Marqués de Tabuérniga; 15 ноября 1801, Картахена — 23 августа 1862, Мадрид) — испанский государственный деятель, литератор.
Воспитывался в имении своей матери в Мурсии, затем изучал философию и древнегреческий язык в Кордове под руководством известного поэта Мануэля де Архоны, позднее учился праву в Гранаде. В ходе Испанской революции 1820—1823 годов выступал как либеральный публицист и оратор, с восстановлением абсолютизма эмигрировал в Лондон, затем в 1831—1843 гг. жил в Париже. Выступал с многочисленными статьями на французском языке в различных парижских изданиях, знакомя французских читателей с настоящим и прошлым испанской литературы. Переводил с английского и французского на испанский, а также с английского на французский: в частности, опубликовал испанский перевод путевых очерков Фрэнсес Троллоп «Домашний быт американцев» (исп. Costumbres familiares de los Americanos del Norte; 1835) и французский перевод мемуарной книги Эдварда Джона Трелони «Приключения младшего сына» (фр. Mémoires d’un cadet de famille; 1831). В 1837 г. предпринял в Париже издание испаноязычного журнала «Мир литературы» (исп. El Orbe Literario), с участием таких авторов, как Рамон де ла Сагра и Фернандо Сор (вышел только один номер).
Вернулся в Испанию в 1843 году, примкнув к восстанию генералов О’Доннелла и Нарваэса против правительства Бальдомеро Эспартеро. В дальнейшем жил в Мадриде, в 1846—1847 гг. издавал политическую газету La Opinión, в 1851—1853 гг. возглавлял Мадридскую консерваторию. В 1854—1856 гг. и затем снова в 1857 г. был депутатом Кортесов, в 1858—1859 гг. занимал пост испанского консула в Лондоне.